# Hippotragus equinus
Espèce
Statut de conservation UICN

 LC  : Préoccupation mineure
Statut CITES
L’antilope rouanne (Hippotragus equinus) ou antilope cheval ou hippotrague rouan de la famille des bovidés, sous-famille des antilopinés, tribu des hippotragini. Elle est du même genre que l'hippotrague noir (hippotragus niger).

## Répartition
On la trouve de la Gambie aux zones arides de la Somalie et du centre de l’Afrique jusqu’en Afrique du Sud, mais rarement à l’est de la vallée du Rift, dans des prairies à peine arborées. Autrefois, son aire de répartition s'étendait de l'afrique sub-saharienne à l'Afrique du Sud, mais également en Afrique de l'Ouest, jusqu'à l'Afrique de l'Est.

## Description
Elle est appelée « antilope cheval » car sa taille, son allure et sa crinière nous rappellent les chevaux. Sa longueur varie de 190 à 240 cm et sa queue de 37 à 48 cm. La hauteur au garrot de ces antilopes, est comprise entre 130 et 160 cm selon les individus pour un poids allant de 220 à 300 kg. Elle mesure environ 1,70 m de haut à la tête pour la femelle et jusqu'à 1,90 m de haut pour le mâle. Il s'agit de la seconde plus grande antilope après l'éland de Derby, place qu'elle partage avec le grand koudou, qui est de taille et de poids identiques. Ses cornes mesurent entre 55 et 99 cm. Son pelage est fauve sable à roussâtre foncé, avec le dessous blanc.
Sa face possède des marques contrastées noires et blanches. Les oreilles sont longues avec des touffes apexales. 

Ils font partie des plus grands bovidés d'Afrique et arborent, dans les deux sexes, de grandes cornes courbées qui peuvent faire jusqu’à 1 mètre de long. Une majorité des individus de cette espèce vivent aujourd’hui dans des espaces protégés en raison des activités humaines qui menacent souvent leur environnement naturel.   (source: www.parczoologiquedeparis.fr/fr/actualites/les-nouvelles-arrivees-de-2023-3635) 
L’hippotrague rouan fait partie des rares mammifères ayant un élevage de leurs petits dit «nidicole»: la mère laisse le faon dans une cache, souvent des herbes, où il demeure caché presque toute la journée, sans bouger en son absence. Cela induit une très faible dépense énergétique lors les premières semaines du petit. Cela lui permet une croissance très rapide, son poids pouvant tripler au cours de ses cinq premières semaines d'existence. (source: www.parczoologiquedeparis.fr/fr/actualites/les-nouvelles-arrivees-de-2023-3635)

## Prédateurs
Les lions, les hyènes, les lycaons et les léopards, peuvent s'attaquer à ces robustes antilopes, mais elles sont très puissantes, et n'hésitent pas à charger, de plus elles peuvent courir vite (55 km/h), pour échapper à leurs prédateurs.

## Galerie

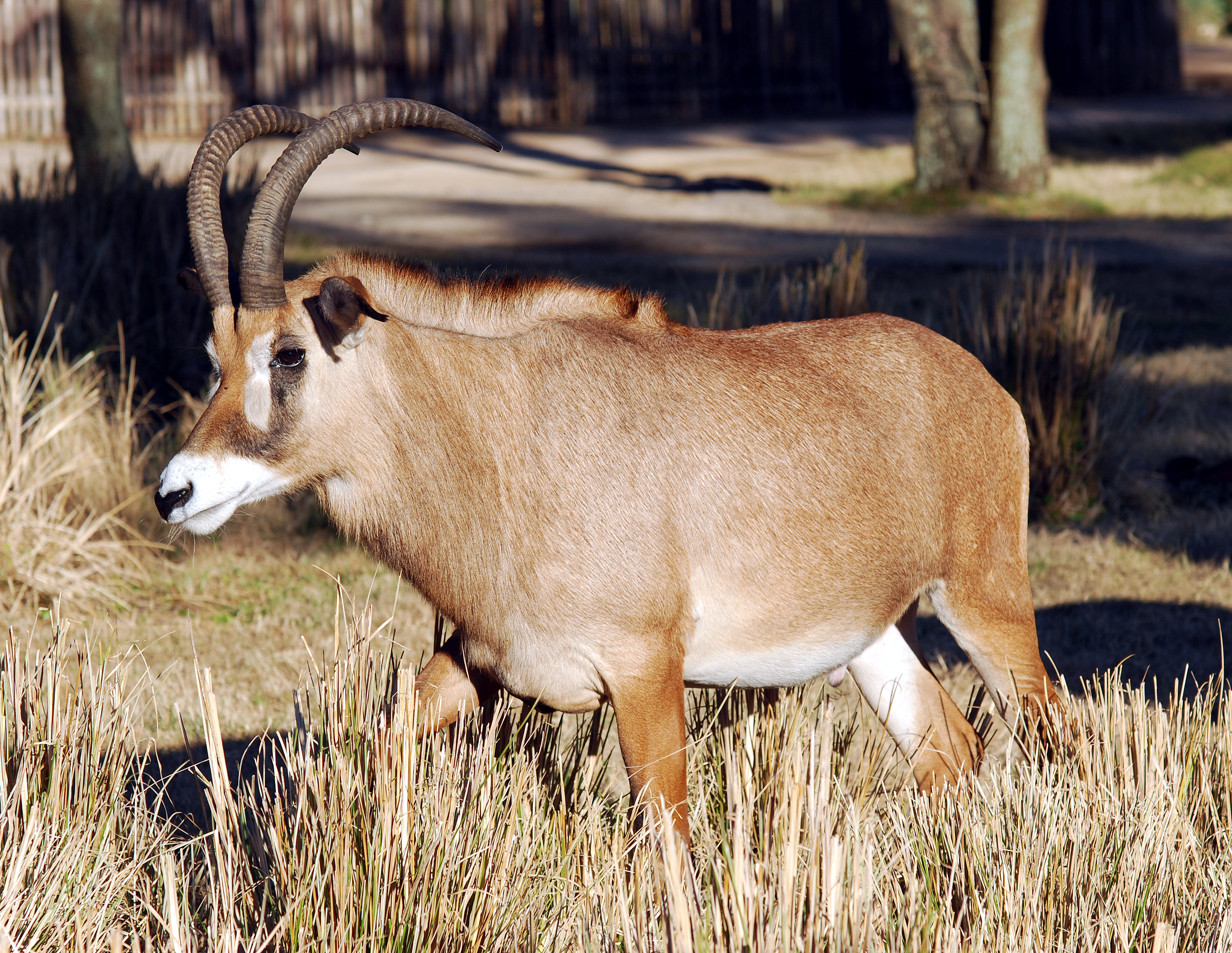
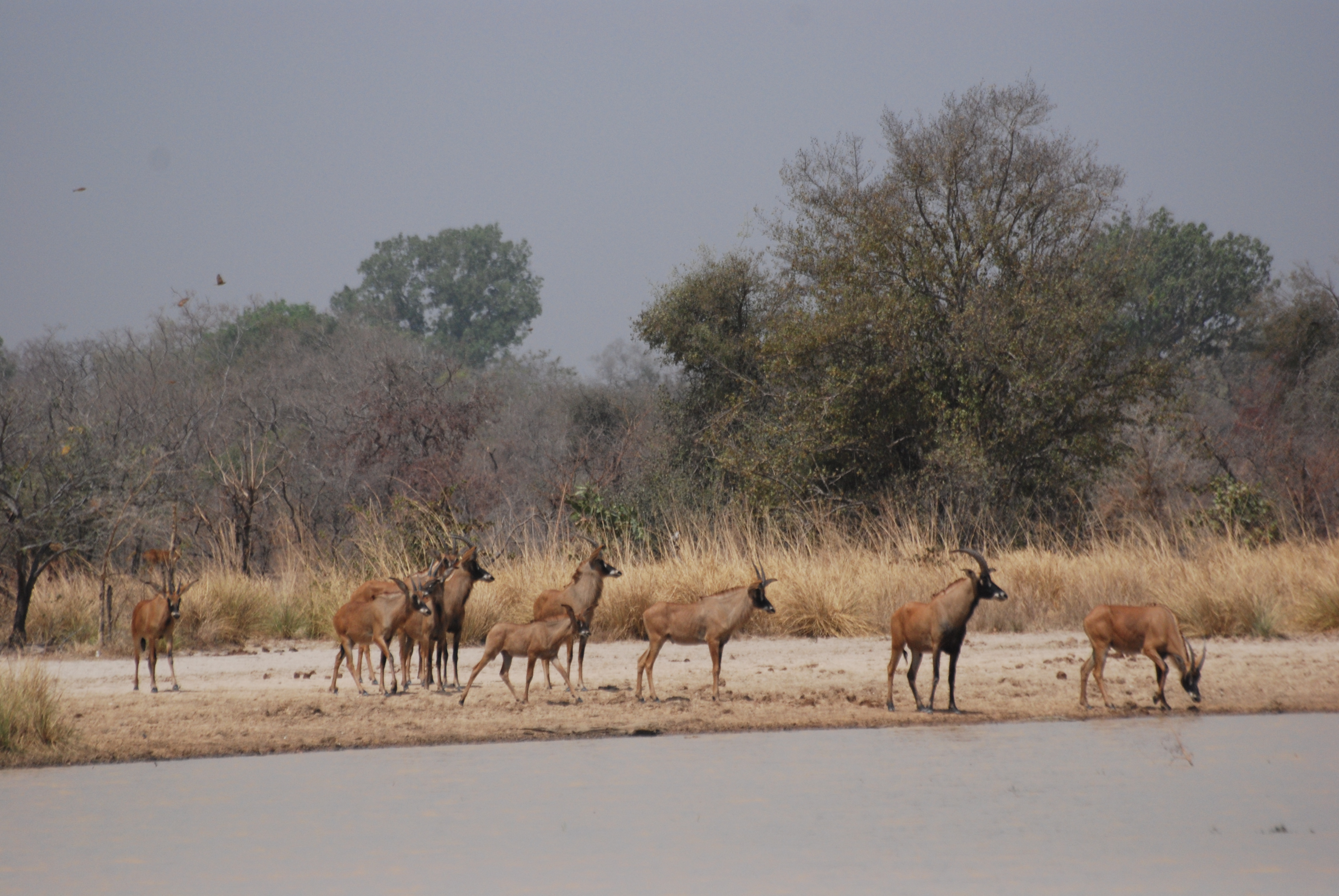
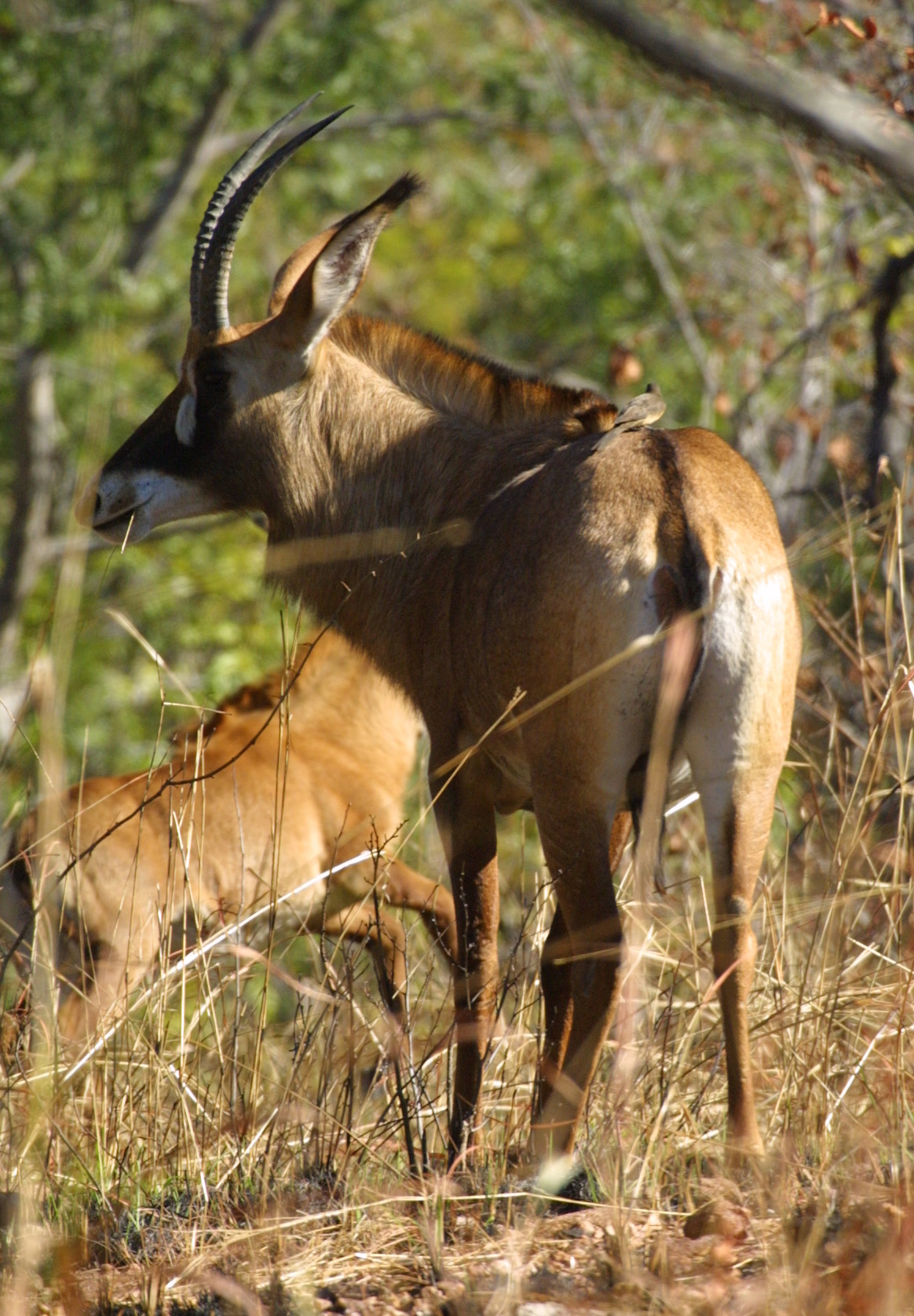
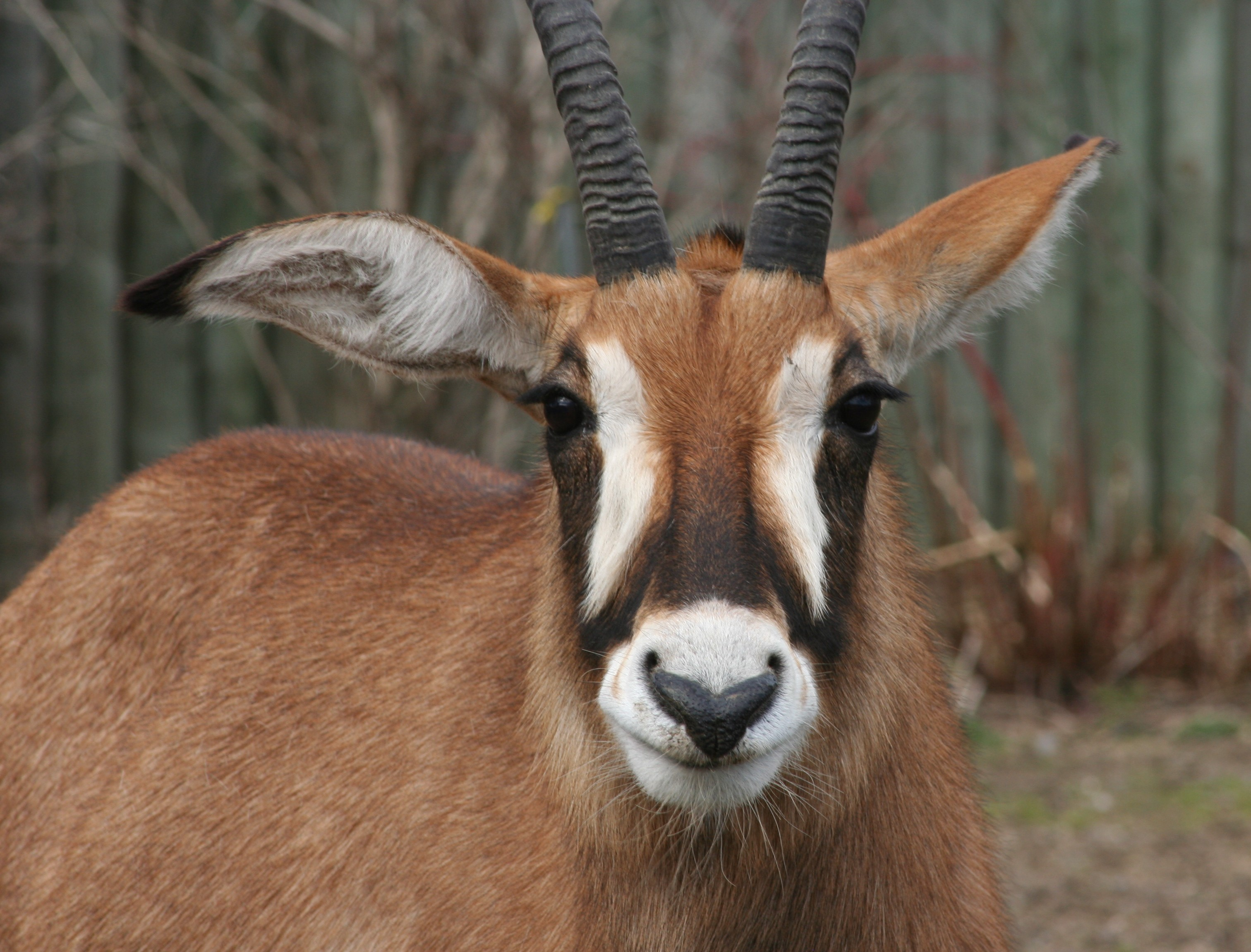
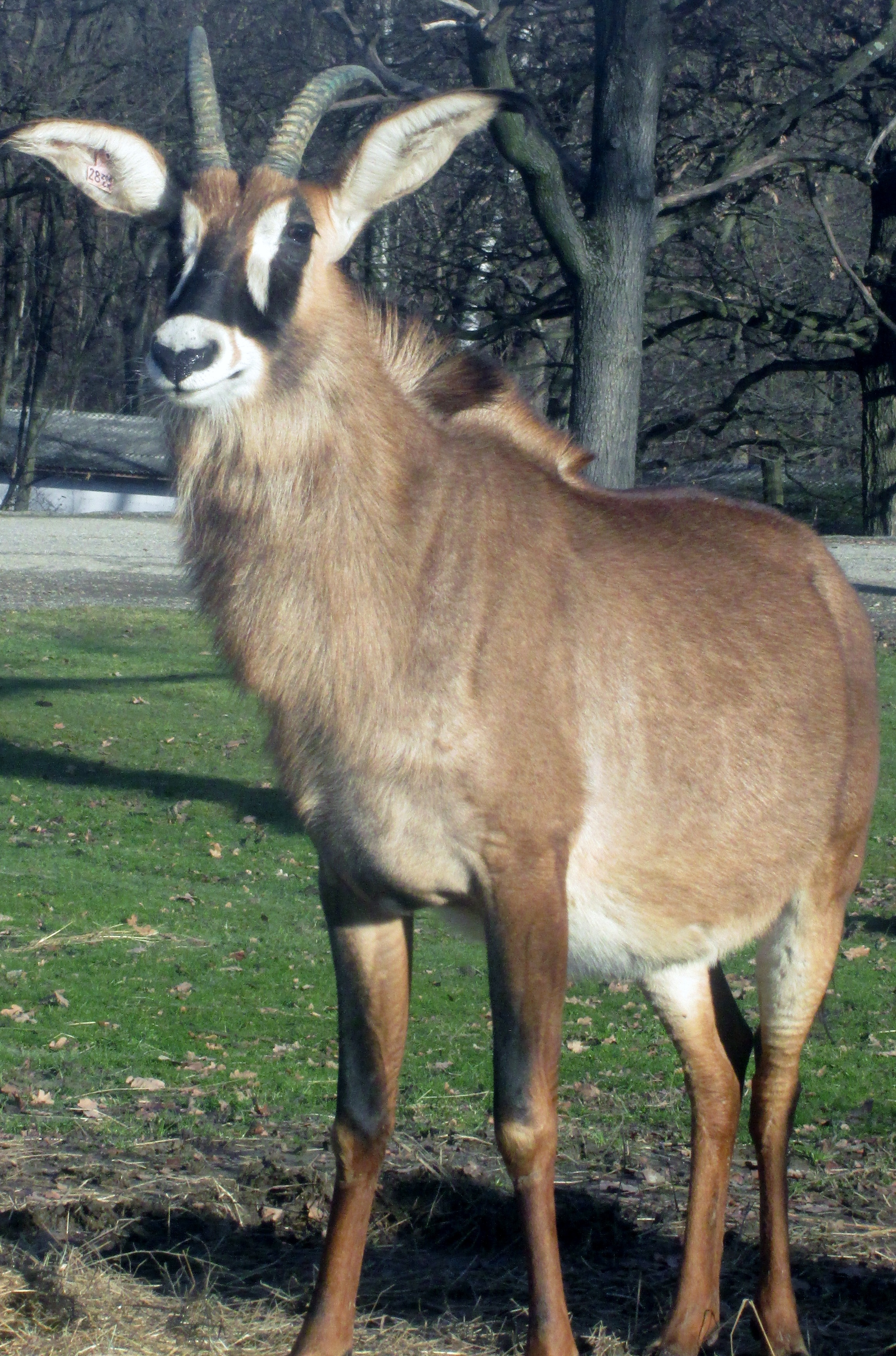
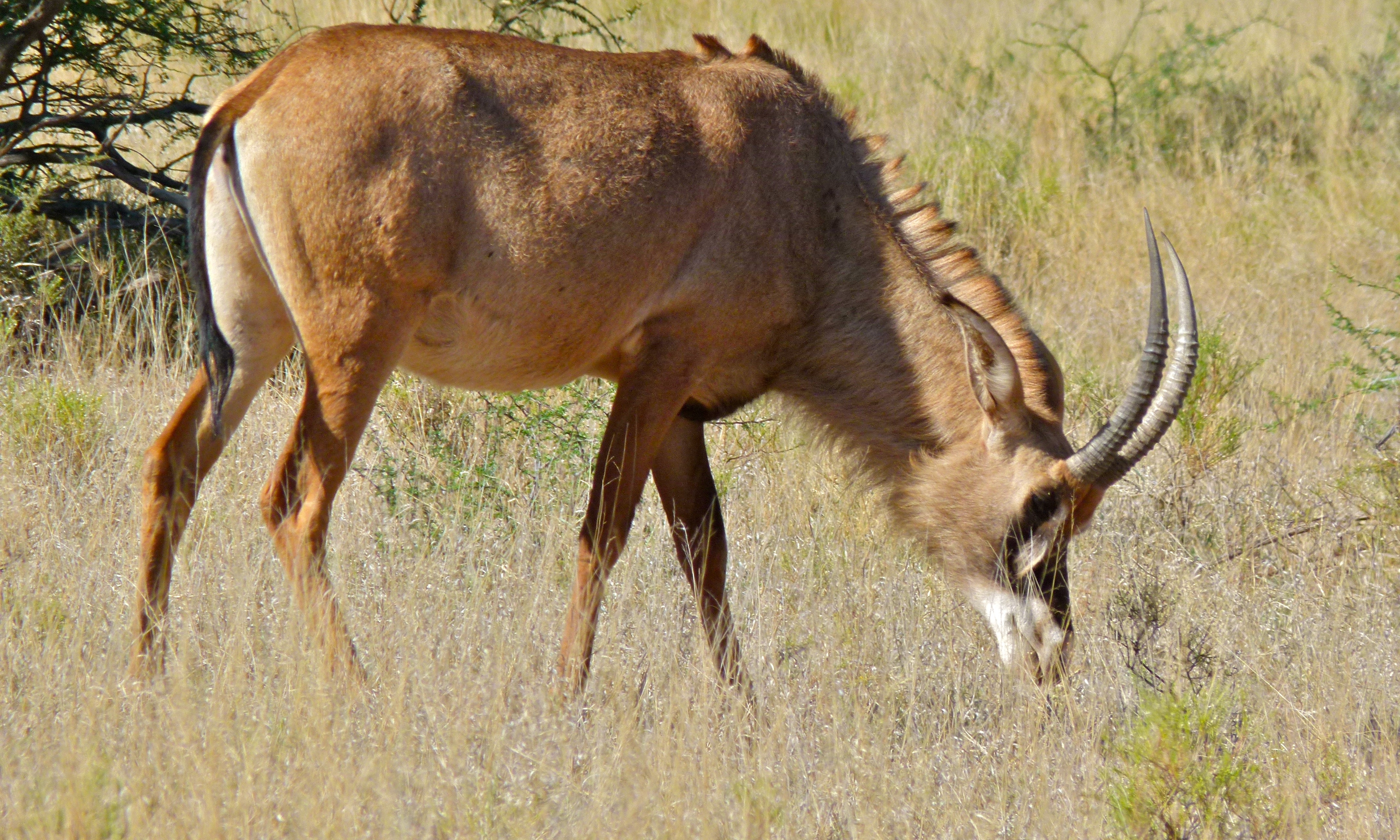
Hippotragus equinus (parc national de Mokala, Afrique du Sud).
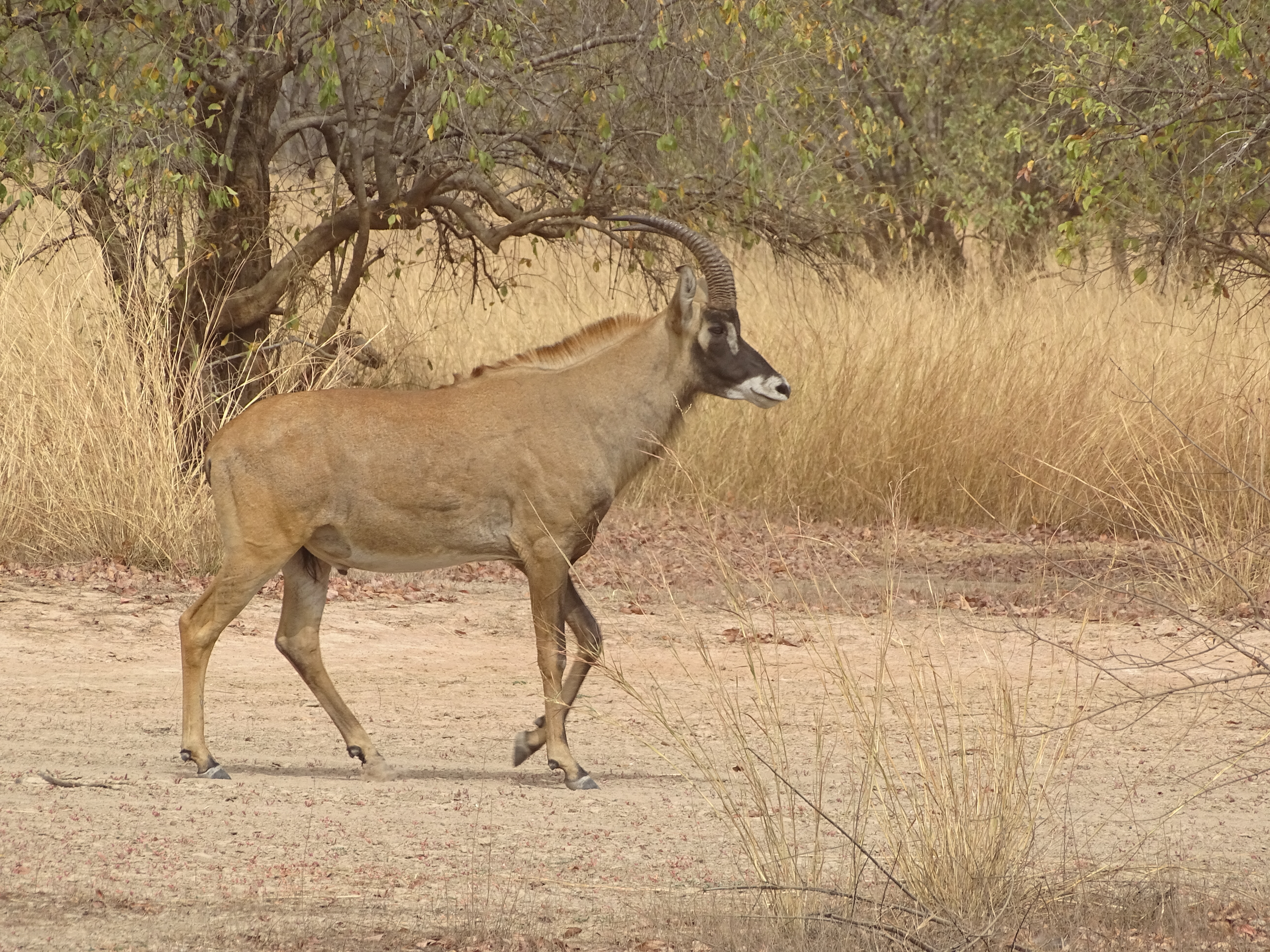
Antilope cheval dans le parc national de la Pendjari (Bénin).
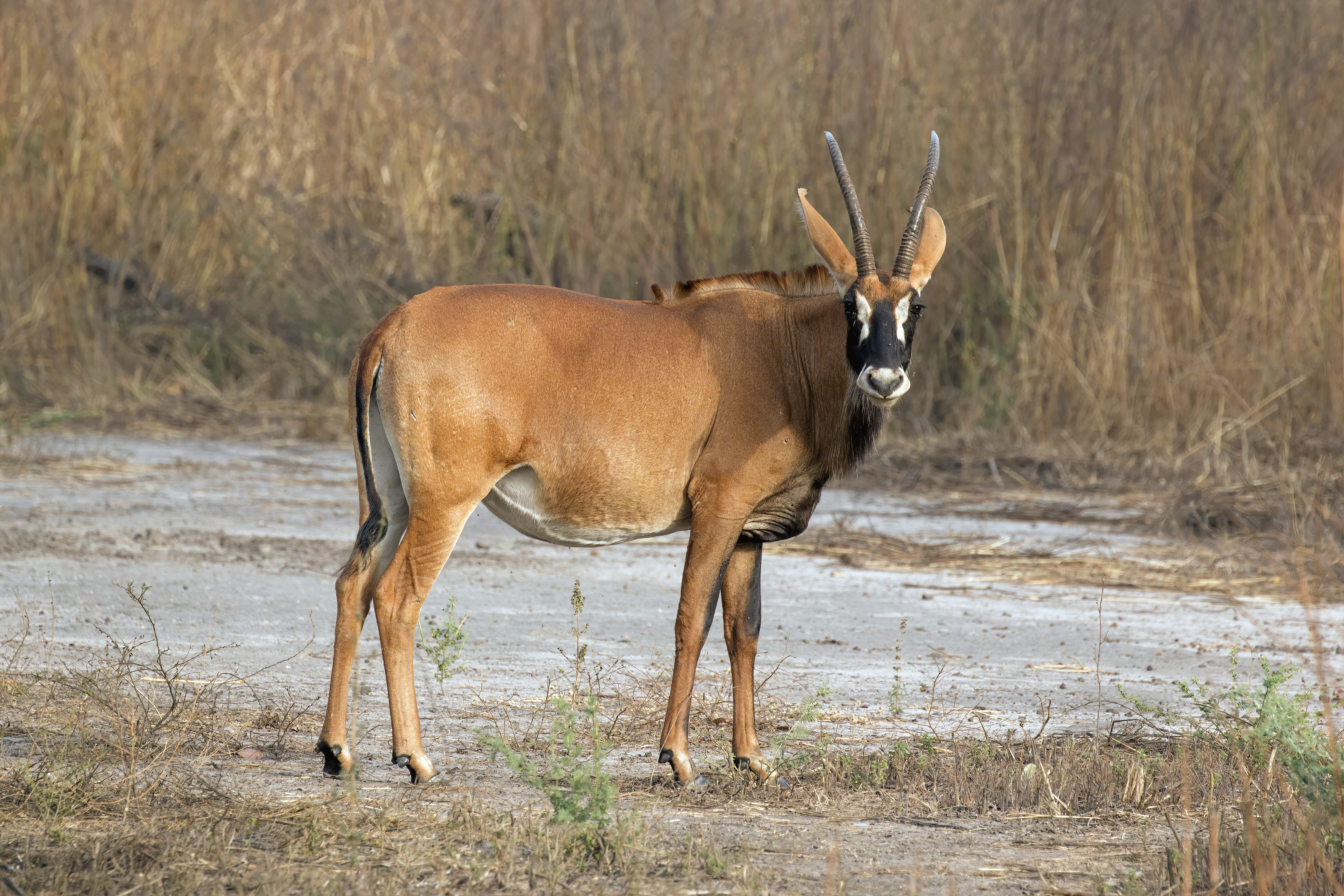
Un hippotragus equinus au Sénégal.